# Ming-Na Wen
Ming-Na Wen (* 20. listopadu 1963, ostrov Coloane, Macao) je herečka čínského původu, žijící od svých čtyř let v USA. Pracovala v rodinné restauraci v Pittsburghu, vystudovala herectví na Univerzitě Carnegie Mellon. Debutovala v místní televizi v dětském seriálu Mister Rogers' Neighborhood a v seriálu As the World Turns. První větší příležitost dostala ve filmu Wayne Wanga z prostředí čínských přistěhovalců Klub šťastných žen, natočeném podle románu Amy Tanové. Její nejznámější rolí je doktorka Jing-Mei Chen v seriálu Pohotovost, namluvila také hlavní roli v animovaném filmu Legenda o Mulan.

## Filmografie
- 1993 Klub šťastných žen
- 1994 Hongkong '97
- 1995 Pohotovost
- 1997 Láska na jednu noc
- 1998 Pokoušet osud
- 1998 Legenda o Mulan
- 2003 Dva a půl chlapa
- 2006 Spiknutí
- 2008 Maturitní ples
- 2009 Hvězdná brána: Hluboký vesmír
- 2013 Agents of S.H.I.E.L.D.
- 2019 Mandalorian
- 2021 Boba Fett: Zákon podsvětí